# آرون هيوز
آرون هيوز (بالإنجليزية: Aaron Hughes)‏، من مواليد 8 نوفمبر 1979 في كوكستون في إيرلندا الشمالية، لاعب كرة قدم إيرلندي شمالي.
بدأ مسيرته الكروية مع نادي نيوكاسل يونايتد الإنجليزي في عام 1996، ولعب معهم حتى عام 2005، وشارك معهم في 205 مباريات وسجل 4 أهداف، ومنذ عام 2005 وهو يلعب مع نادي أستون فيلا الإنجليزي.
و قد بدأ باللعب مع منتخب إيرلندا الشمالية لكرة القدم في عام 1998.

## الروابط الخارجية
- آرون هيوز على موقع الاتحاد الدولي (مؤرشف)  (الإنجليزية)
- آرون هيوز على موقع الاتحاد الأوربي (الإنجليزية)
- آرون هيوز على موقع قاعدة بيانات كرة القدم.إي يو (الإنجليزية)
- آرون هيوز على موقع ناشيونال فوتبول تيمز (الإنجليزية)
- آرون هيوز على موقع Soccerbase.com (لاعب) (الإنجليزية)
- آرون هيوز على موقع Soccerway.com (الإنجليزية)
- آرون هيوز على موقع عالم كرة القدم.نت (الإنجليزية)
- آرون هيوز على موقع كووورة
- آرون هيوز على موقع AS.com (الإسبانية)